# Kap Homard

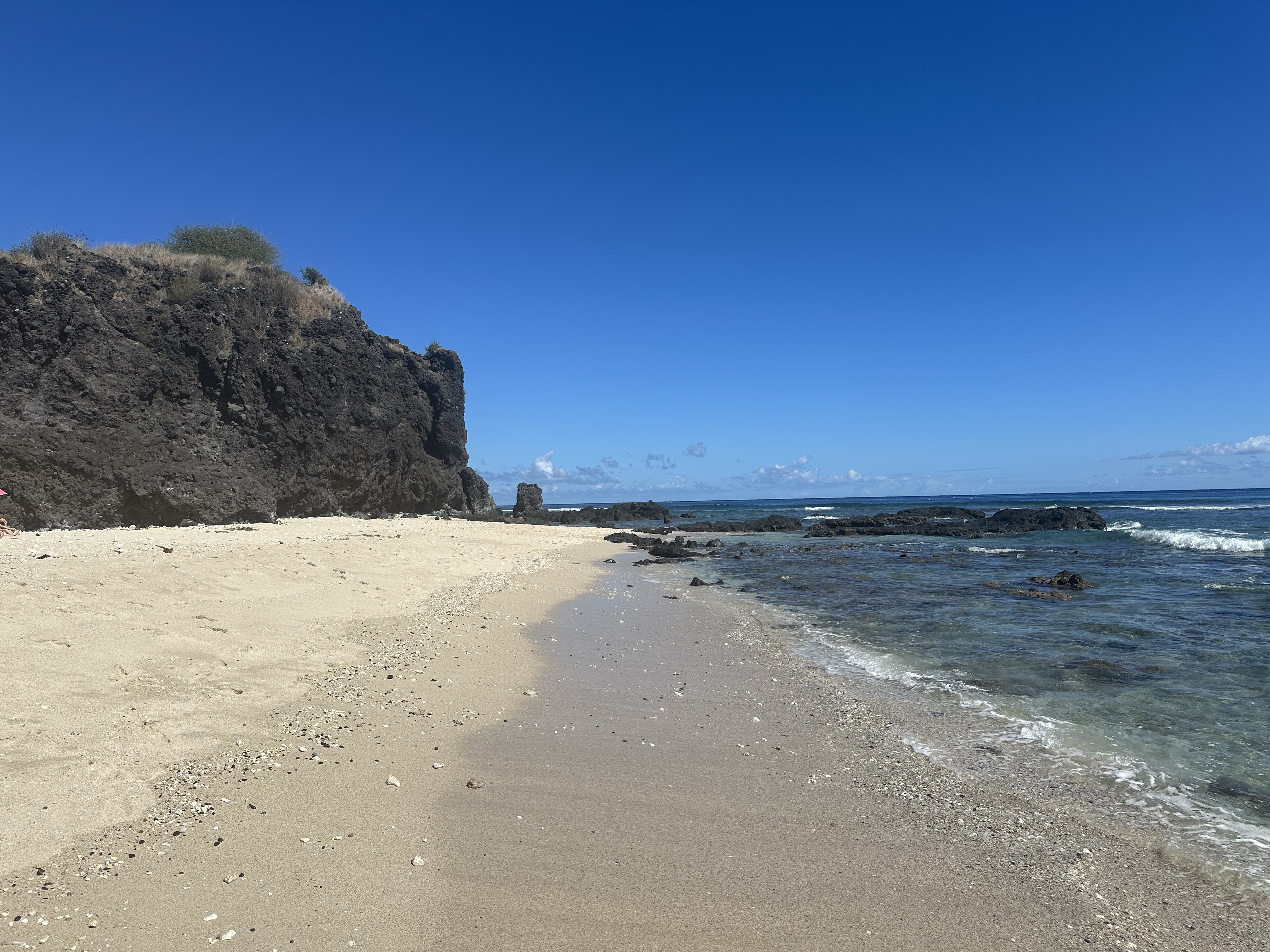
Kap Homard, Blick von Norden, 2024

Das Kap Homard (französisch Cap Homard) ist ein Kap an der Westküste der im Indischen Ozean gelegenen französischen Insel Réunion.
Das Kap gehört zum Gemeindegebiet von Saint-Paul und ist dem Ort Armagnac vorgelagert. Es ragt als felsige Landzunge etwa 140 Meter in den Strand und Ozean. Nördlich schließt sich der bekannte Strand von Boucan Canot, südlich der Strand von Aigrettes an.
Landseitig führt die Route national 1A dicht am Kap vorbei.